# Chirodectes maculatus
Chirodectes maculatus es una inusual especie monoespecífico de cubomedusas de la familia Chirodropidae. El primer y único espécimen estudiado científicamente del género Chirodectes se capturó el 2 de mayo de 1997 en el borde exterior de la Gran Barrera de Coral, a unos 43 km de Queensland, Australia. Estaba a 5 metros de la superficie, por lo que los investigadores especularon que el ciclón Justin debió desplazarlo al área. Su velario medía cerca de 15 cm, y debido a lo delicado que era solo se examinó por unas horas en laboratorio.
Se desconoces los efectos de su picadura en humanos, ya que el ejemplar «fallo en picar o adherirse a la mano y antebrazo de un incauto voluntario» durante su examen, pero se asume —por su relativo gran tamaño y la naturaleza altamente tóxica de especímenes similares— que el Chirodectes es también venenoso. Se grabó un video del Chirodectes bajo el agua antes de su captura y cuatro fotografías del metraje se publicaron en la revista académica Memoirs of the Queensland Museum en 2005.
En 2022, un buceador grabó una medusa similar en las costas de Papúa Nueva Guinea. Aunque se especuló que podía ser un nuevo avistamiento de la especie de 1997, la bióloga marina Lisa-ann Gershwin —quien describió el género Chirodectes por primera vez— concluyó que debía tratarse de una nueva especie dentro del género, sin embargo, todavía no se le clasifica formalmente.

## Taxonomía
Chirodectes se creó en 2006, desde Chirodectes maculatus (Cornelius, Fenner y Hore, 2005), especie que se encontraba anteriormente dentro del género Chiropsalmus.